# Fiona FitzPatrick
Fiona Ellen Aurora FitzPatrick, född 14 januari 1986 i Stockholm, är en svensk DJ, låtskrivare, musikproducent och flerfaldig svensk juniormästare i klättring.

## Biografi
Fiona FitzPatrick är dotter till musikern Greg FitzPatrick och Karin Björkman FitzPatrick och sondotter till den amerikanske dokumentärfilmaren James A. FitzPatrick. FitzPatrick följde tidigt sin fars intresse och började med klättring, där hon nådde framgång och bland annat vann Junior-SM i Västerås 2001, i Göteborg 2002 och även svenska mästerskapen för seniorer året 2005. Hon kom med i landslaget 1999 och tävlade för det svenska landslaget i klättring internationellt mellan åren 2002 och 2006.

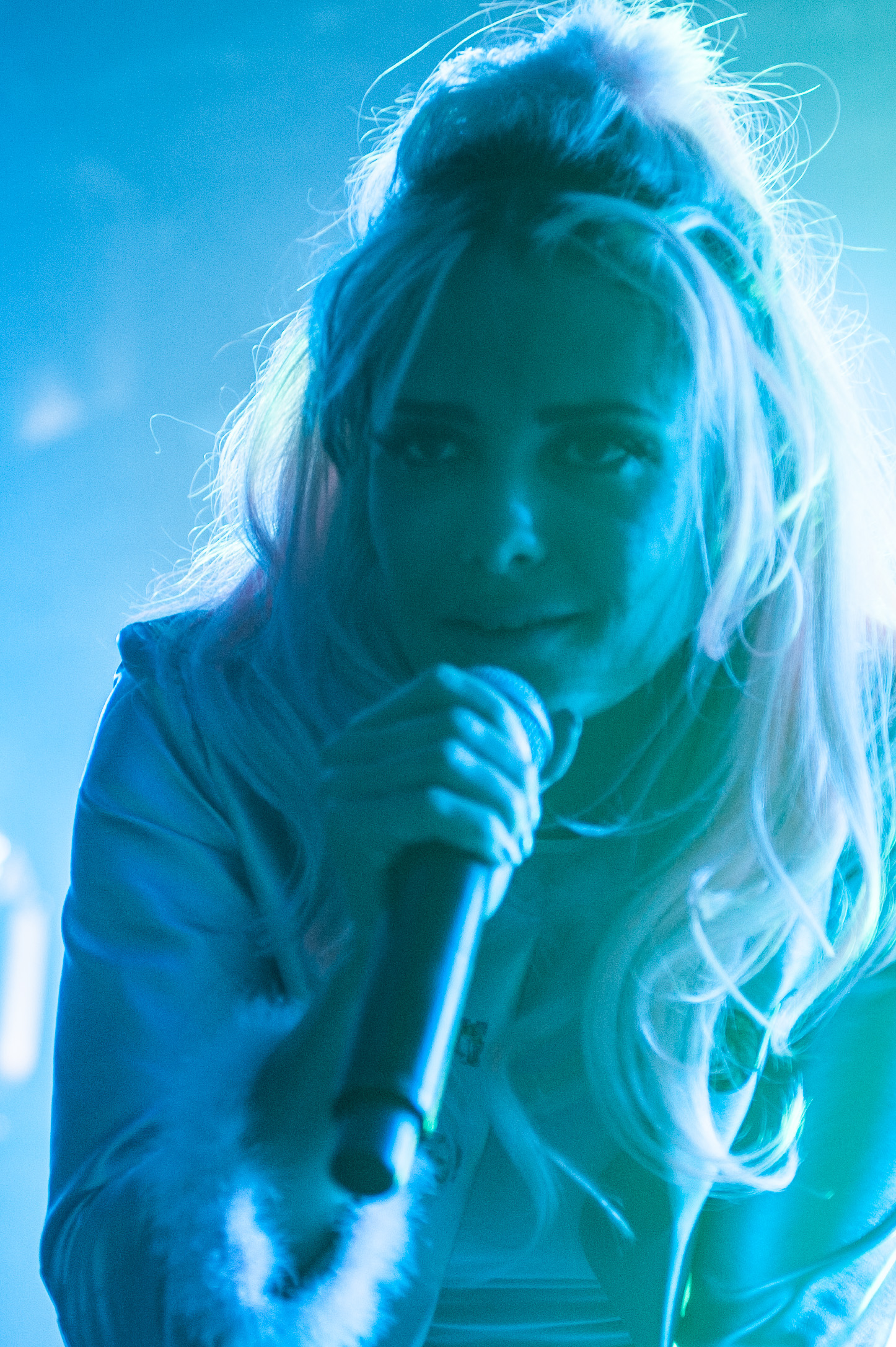
Fiona FitzPatrick 2014.

Fiona FitzPatrick gick gymnasiet på Norra Real. Efter gymnasiet arbetade hon och var vice ordförande för Sveriges Elevråds Centralorganisation (SECO).
År 2007 träffade hon Rebecca Scheja på en fest varpå de snabbt blev nära kompisar. Med föräldrar i musikbranschen låg det nära att börja en egen musikverksamhet tillsammans, och det gjorde de med allt större framgång. De startade egen klubbmusikverksamhet som discjockeys och började skriva och producera egen musik i en elektronisk s.k. "punk-house-form". FitzPatrick och Scheja är tillsammans kända under artistnamnet Rebecca & Fiona och har turnerat med både DJ- och konsert-arrangemang i Sverige och internationellt, bland annat har de haft residence i Las Vegas med stor framgång. De har tidigare satsat på att sprida sin musik som singlar och varit tveksamma till det traditionella musikalbum-formatet, inte minst präglat av det nya tillståndet för musikspridning via Internet, men gav ändå ut sitt debutalbum I Love You, Man! 2011.
År 2010 sände SVT Play en webb-tv-serie om duon i tolv delar kallad Rebecca & Fiona. Rebecca & Fiona fick 2011 tidningen Stockholm Citys pris för Bästa Stockholmsskildring med sin webb-TV-serie. De tilldelades även en Grammis vid Grammisgalan 2012 som Årets Dans/Electro.
Fiona är socialist och feminist.